# Acanthogonatus brunneus
Espèce
Synonymes
Mygale brunnea Nicolet, 1849.
Acanthogonatus brunneus est une espèce d'araignées mygalomorphes de la famille des Pycnothelidae.

## Distribution
Cette espèce est endémique de la région d'Araucanie au Chili,.

## Description
La femelle décrite par Goloboff en 1995 mesure 23,25 mm.

## Systématique et taxinomie
Cette espèce a été décrite sous le protonyme Mygale brunnea par Nicolet en 1849. Elle est placée dans le genre Brachythele par Simon en 1889 puis dans le genre Acanthogonatus par Goloboff en 1995.

## Publication originale
- Nicolet, 1849 : Aracnidos. Historia física y política de Chile. Zoología, vol. 3, p. 319-543.